# A texasi láncfűrészes mészárlás (film, 2022)
A Texasi láncfűrészes mészárlás (eredeti cím: Texas Chainsaw Massacre) 2022-ben bemutatott amerikai slasher-horrorfilm David Blue Garcia rendezésében. A forgatókönyvet Chris Thomas Devlin írta, Fede Álvarez és Rodo Sayagues eredeti története alapján. A film Texasi láncfűrészes mészárlás (1974) folytatása és a Texasi láncfűrészes mészárlás-filmsorozat kilencedik része. A történet több évtizeddel az eredeti film után veszi fel a fonalat. A sorozatgyilkos Bőrpofa egy csapat tinédzsert vesz célba, és konfliktusba kerül korábbi gyilkosságainak bosszúszomjas túlélőivel. A projekt a Legendary Pictures, a Bad Hombre és az Exurbia Films közös produkciója. A főszerepben Sarah Yarkin, Elsie Fisher, Mark Burnham, Jacob Latimore, Moe Dunford, Olwen Fouéré, Alice Krige, Jessica Allain és Nell Hudson alakítja.
A Bőrpofa 2017-es megjelenése után a Lionsgate további öt filmet tervez. A stúdió azonban elvesztette a jogokat, mivel a film megjelenése elhúzódott. A Legendary megvásárolta a sorozat jogait, Álvarez és Sayagues, Pat Cassidy, Ian Henkel és Kim Henkel pedig a producerek lettek. Ryan és Andy Tohill-t eredetileg rendezőként szerződtették, de a kreativitási nézeteltérések miatt Garciát lecserélték. A forgatásra 2020 augusztusában került sor Bulgáriában.
A Texasi láncfűrészes mészárlás 2022. február 18-án debütált a Netflixen. Általánosságban negatív véleményeket kapott a kritikusoktól.

## Rövid történet
Közel 50 évnyi bujkálás után Bőrpofa visszatér, hogy legyilkoljon egy csapat fiatalt, akik véletlenül megzavarják gondosan őrzött otthonát egy távoli texasi kisvárosban.

## Cselekmény
Közel 50 évvel a Bőrpofa 1973-as gyilkos ámokfutása után Melody és Dante vállalkozók, Melody húga, Lila, valamint Dante barátnője, Ruth a texasi Harlow elhagyatott városába utaznak. Céljuk régi ingatlanokat felvásárolni és egy modern, jómódú lakókörnyezetet létrehozni. Egy lepusztult árvaházat vizsgálva a csoport felfedezi, hogy még mindig lakja egy Ginny nevű idős nő. Amikor a nő azt állítja, papírjai vannak arról, hogy még mindig az ő tulajdonában van az ingatlan, vita kerekedik ki, amelyet rövid időre megszakít egy szótlan és magas férfi az emeletről. Amikor megérkezett a rendőrség, Ginny szívrohamot kap és összeesik. Ruth és a férfi kíséretében kórházba szállítják.
Catherine befektető, egy csoport potenciális vevővel együtt érkezik meg buszon Harlowba. Eközben Lila barátságot köt Richter helyi szerelővel és elárulja, hogy túlélt egy iskolai lövöldözést, ami miatt retteg a fegyverektől. Ginny, az idős hölgy útközben meghal; Ruth üzenetet küld Melodynak, aztán a férfi megvadul, és megöli a mentőautót vezető rendőröket. Amikor Ruth magához tér, szemtanúja lesz annak, ahogy a férfi – akiről kiderül, hogy „Bőrpofa” – lenyúzza a halott nő arcát, hogy maszkként viselje. Ruth-nak sikerül rádión segítséget hívnia, mielőtt Bőrpofa megölné, aki ezután visszamegy Harlow-ba.

## Szereplők
| Szerep          | Színész        | Magyar hang        |
| --------------- | -------------- | ------------------ |
| Melody          | Sarah Yarkin   | Mentes Júlia       |
| Lila            | Elsie Fisher   | Rudolf Szonja      |
| Bőrpofa         | Mark Burnham   | Nem szólal meg     |
| Dante           | Jacob Latimore | Baráth István      |
| Richter         | Moe Dunford    | Mészáros Béla      |
| Sally Hardesty  | Olwen Fouéré   | Horváth Zsuzsa     |
| Mrs. Mc         | Alice Krige    | Menszátor Magdolna |
| Catherine       | Jessica Allain | Varga Lili         |
| Ruth            | Nell Hudson    | Dér Marus          |
| Herb            | Sam Douglas    | Törköly Levente    |
| Hathaway seriff | William Hope   | Borbiczki Ferenc   |

## A film készítése

### Előkészületek
A Bőrpofa (2017) elkészítése során a producerek megszerezték a film jogait és azt tervezték, hogy további öt Texasi láncfűrészes mészárlás filmet készítenek. 2015 áprilisában Christa Campbell producer kijelentette, hogy a lehetséges folytatások sorsa nagyban függ a Bőrpofa pénzügyi és kritikai fogadtatásától. 2017 decemberére a Lionsgate és a Millennium Films elvesztette a film jogait, mivel a Bőrpofa megjelenése sokáig tartott.
2018 augusztusában arról számoltak be, hogy a Legendary Pictures előzetes tárgyalásokat kezdett a Texasi láncfűrészes mészárlás filmes jogainak megvásárlásáról, a stúdió pedig televíziós és filmes változatokat szeretne készíteni. A következő évben Fede Álvarez producerként csatlakozott a projekthez. 2019 novemberében Chris Thomas Devlin forgatókönyvíróként csatlakozott a produkcióhoz. 2020 februárjában Ryan Tohillt és Andy Tohillt szerződtették a film rendezőinek, Angus Mitchell pedig operatőrnek jelentkezett, miután együtt dolgoztak az Ásatás (2018) című filmben. Ugyanezen év májusában bejelentették, hogy a film az eredeti film folytatása lesz, és egy 60 éves Bőrpofa fog szerepelni benne, hasonlóan ahhoz a megközelítéshez, amelyet a Blumhouse Productions a Halloween-filmekkel alkalmazott.

### Szereplőválogatás
2020 októberében jelentették be, hogy Elsie Fisher kapta meg a főszerepet Sarah Yarkin, Moe Dunford, Alice Krige, Jacob Latimore, Nell Hudson, Jessica Allain, Sam Douglas, William Hope és Jolyon Coy mellett. 2021 márciusában kiderült, hogy a néhai Gunnar Hansen helyett Mark Burnham kapta a Bőrpofa szerepét, míg a néhai Marilyn Burns helyére Olwen Fouéré került Sally Hardesty szerepébe.

### Forgatás
A forgatás 2020. augusztus 17-én kezdődött Bulgáriában. Miután nem voltak elégedettek a felvett filmmel, a stúdió kirúgta Ryant és Andy Tohillt. David Blue Garcia-t vették fel a helyükre rendezőnek. A Tohill testvérek által forgatott felvételeket nem használták fel, Garcia pedig újrakezdte a gyártást.

### Utómunka
2021 márciusában Álvarez bejelentette, hogy a forgatás befejeződött, és megerősítette, hogy a film középpontjában egy idősebb korú Bőrpofa áll majd. A filmkészítő elárulta, hogy a produkció "régimódi" megközelítést alkalmazott a filmkészítés során, megjegyezve a vintage objektíveket és a véres filmekhez használt gyakorlati effekteket. A következő hónapban kiderült, hogy a film hivatalos címe Texas Chainsaw Massacre lett. Egy időben azt hitték, hogy a film címe Texas Chainsaw Begins-re változott, de Devlin ezt megcáfolta. Májusban arról számoltak be, hogy a tesztvetítések után a közönség reakciója általánosságban negatív volt. Augusztusban Álvarez viszont már azt állította, hogy a közönség összességében többnyire pozitívan értékelte a filmet, miközben hangsúlyozta, hogy a film tiszteletben tartja az első film hagyatékát.
Még ugyanebben a hónapban kiderült, hogy Colin Stetson volt a film zeneszerzője.

## Megjelenés
2020 októberében bejelentették, hogy a film eredetileg 2021-ben került volna a mozikba. 2021 augusztusában azonban kiderült, hogy a film nem kerül a mozikba, helyette kizárólag a Netflixen jelenik meg. 2021 októberében a Reddit közösségi oldalon egy "Kérdezz bármit" (AMA) során Álvarez kijelentette, hogy a filmet nagy valószínűséggel 2022 elejére tervezik. 2021. december 3-án jelent meg a film első előzetese, valamint a film február 18-i bemutatójának bejelentése.